# Архангело-Михайлівський Пелагіївський жіночий монастир
Архангело-Михайлівський Пелагіївський жіночий монастир УПЦ (МП) — православний монастир, розташований на березі Софіївського водосховища у селі Пелагіївка Софіївської сільської громади Баштанського району Миколаївській області України. Підпорядковується Миколаївській єпархії УПЦ (Московського патріархату). Настоятельниця — ігуменія Серафима (Шкара).
Включає Свято-Михайлівський храм. У храмі три прибудови: Святого Архистратига Михаїла, Преподобної Пелагії та Мученика Андрія Стратилата.
Трьохпристольний храм висотою 47 метрві увінчаний 12-ма позолоченими куполами. В хрести вмонтовані грановані дзеркала для того, щоб храм було видно на багато кілометрів. В храмі 12 дзвонів та надзвичайно красиві кольорові віконні вітражі.

## Престольні свята
21 жовтня — престольний праздник святої преподобної Пелагеї.
1 вересня — храмовий праздник пам'яті Андрія Стартилата.
21 листопада — день пам'яті святого архистратига Михайла.

## Історія
1897 — колезький радник Михайло Дурилін і корнет, інженер-технолог Андрій Дурилін, сини купця Ісідора Дуриліна, слідуючи духовному заповіту батька, вирішили побудувати храм в пам'ять про свою матір Пелагею, що рано пішла з життя. Будівництво тривало 8 років і 1904 року храм освячено.
До революції 1917 року в храмі діяла приходська школа.
У 1929 році представники радянської влади пограбували храм, забравши всі церковні цінності, в тому числі коштовності, вивезена ажурна металева огорожа. А за п'ять років навіть хрести з куполів зняли. Їх було 12 у храмі, але забрали лише 11. Дванадцятий хрест був на дзвіниці, під час проведення робіт там загинуло двоє людей, і ніхто, навіть радянська влада, не наважувалася торкнутися цього хреста.
До революції при храмі діяла парафіяльна школа. 1932 року настоятель церкви відслужив тут останню службу.
В 1930-ті роки майно було розграбоване, з фамільного склепу Дуриліна викинуті труни з тілами, зняті 11 з 12 дзеркальних хрестів, вивезена ажурна металева огорожа, церковні лаштунки були розграбовані, вівтар і царські ворота, виконані з порцеляни й фаянсу — розбиті, але будівля, унаслідок віддаленості від цивілізації, майже не постраждала.
Під час Радянсько-німецької війни в будівлю потрапив снаряд, пробивши стіну, однак всередині храму не вибухнув.
Опісля війни головна будівля храму використовувалась як комора-зерносховище.
У 1992 храм передано УПЦ. Для того, аби знову проводити в храмі службу, священик, парафіяни, школярі приводили храм та його околиці до ладу. Жіночий монастир почав функціонувати вже через 2 роки.
1994 — храм відновлено, в тому ж році був заснований жіночий монастир. Перші насельниці з'явилися в 1996 р., зараз їх число становить близько 30.
У 2001 році, під час страсної седмиці, почала оновлюватися ікона Спасителя «Живоносне джерело». Ікона XVI століття із зображенням страждань Ісуса Христа, пошкоджена часом, почала проявляти раніше не видимі для людського ока деталі малюнка.
У господарстві є 90 га землі, сад, город, пасіка, худоба. В монастирі проводиться літній табір для вихованців недільних шкіл. Зображення монастиря є елементом гербу та прапора Новобузького району.